# 루이자 네시브
루이자 네시브 카다무로(프랑스어: Louisa Nécib Cadamuro, 1987년 1월 23일 ~ )는 프랑스의 전직 여자 축구 선수로 선수 시절의 포지션은 미드필더이다. 주로 공격형 미드필더로 활약했으며 중앙 미드필더, 딥-라잉 미드필더, 윙어, 플레이메이커로도 활약했다.

## 클럽 경력
루이자 네시브는 2000년에 마르세유를 연고로 하는 청소년 축구 클럽인 US 마르세유에서 선수 생활을 시작했으며 2002년 4월에는 셀티크 드 마르세유로 이적했다. 2004년 7월에 CNFE 클레르퐁텐에 입단하면서 훗날 프랑스 여자 축구 국가대표팀에서 활약한 동료들을 만나게 된다.
2006년에는 몽펠리에 HSC에 입단하면서 디비지옹 1 페미닌 무대에 데뷔했다. 2007년부터 2016년까지 올랭피크 리옹 소속으로 활약하는 동안에는 올랭피크 리옹의 디비지옹 1 페미닌 9회 우승, 쿠프 드 프랑스 페미닌 6회 우승, UEFA 여자 챔피언스리그 3회 우승에 공헌했다. 프랑스의 언론 매체에서는 그의 모습이 지네딘 지단과 비슷해서 "여자 지단"이라는 별칭으로 부르기도 했다.

## 국가대표 경력
2005년 2월 19일에 열린 노르웨이와의 친선 경기에서 교체 출전하면서 프랑스 여자 축구 국가대표팀 선수로 데뷔했으며 2006년부터 프랑스 여자 축구 국가대표팀의 주전 미드필더로 활약했다.
3차례의 UEFA 유럽 여자 축구 선수권 대회(2005년, 2009년, 2013년)와 FIFA 여자 월드컵(2011년, 2015년), 2차례의 하계 올림픽(2012년 런던 하계 올림픽, 2016년 리우데자네이루 하계 올림픽)에 참가했다. 특히 2011년 FIFA 여자 월드컵에서는 프랑스가 사상 처음으로 FIFA 여자 월드컵에서 준결승전에 진출하는 데에 공헌했다. 2016년 8월에 리우데자네이루 하계 올림픽을 끝으로 축구계에서 은퇴하게 된다.

## 사생활
루이자 네시브는 마르세유에서 알제리계 부모의 딸로 태어났다. 2016년 6월에는 알제리의 프랑스 출신 남자 축구 선수인 리아신 카다무로벤타이바와 결혼했다.

## 수상

### 클럽
몽펠리에 HSC
- 샬렝주 드 프랑스(Challenge de France) 1회 우승 (2006-07)

올랭피크 리옹
- 디비지옹 1 페미닌 9회 우승 (2007-08, 2008-09, 2009-10, 2010-11, 2011-12, 2012-13, 2013-14, 2014-15, 2015-16)
- 쿠프 드 프랑스 페미닌 6회 우승 (2007-08, 2011-12, 2012-13, 2013-14, 2014-15, 2015-16)
- UEFA 여자 챔피언스리그 3회 우승 (2010-11, 2011-12, 2015-16)

### 국가대표
- 2011년 FIFA 여자 월드컵 4위
- 2012년 런던 하계 올림픽 4위

### 개인
- 2009년 국가 프로 축구 선수 연합(UNFP) 선정 올해의 여자 축구 선수 수상
- 2011년 FIFA 여자 월드컵 베스트 일레븐 선정